# Musaranya de Horsfield
La musaranya de Horsfield (Crocidura horsfieldii) és una espècie de mamífer eulipotifle de la família de les musaranyes (Soricidae) que habita la Xina (Hainan i Yunnan), l'Índia, el Nepal i Sri Lanka.